# Moshe Czerniak

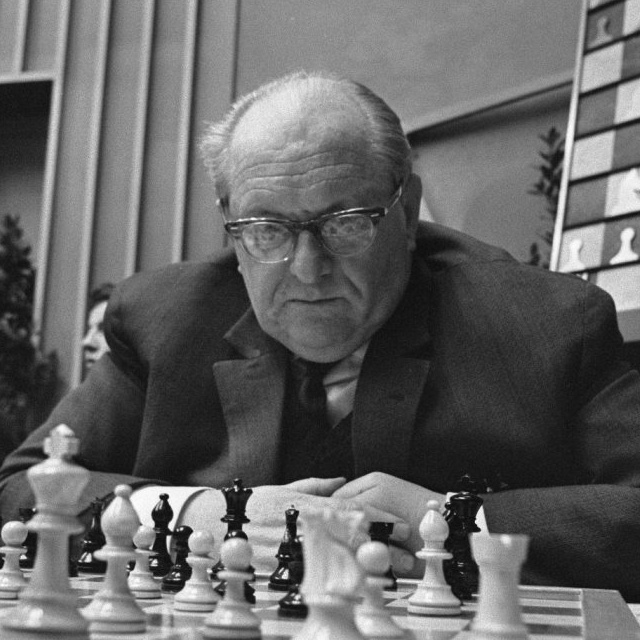
Moshe Czerniak, 1966

Moshe Czerniak (Hebreeuws: משה צ'רניאק) (Warschau, 3 februari 1910 - Tel Aviv, 31 augustus 1984) was een Pools-Israëlisch schaker, schaakschrijver, schaakjournalist en schaakcoach. Sinds 1952 was hij Internationaal Meester (IM).

## Levensloop
Czerniak werd geboren in een betrekkelijk welvarende Joodse familie. Deze stuurde hem naar Parijs om aan de Sorbonne te studeren. In Parijs raakte hij in contact met vooraanstaande schakers zoals Aleksandr Aljechin en Sawielly Tartakower. Czerniak emigreerde in 1934 naar het Britse mandaatgebied Palestina, waar hij in 1936 de eerst uitgegeven titel won. Hij won nogmaals de schaaktitel in 1938.
In 1939 speelde hij mee in de 8e Schaakolympiade, gehouden in Argentinië. Aangezien de terugkeer van de vooraanstaande Joods-Palestijnse schakers door de Britten verboden werd, verbleef hij meer dan tien jaar in ballingschap in Buenos Aires. Hier ontmoette hij zijn vrouw Sofia en speelde hij tegen Miguel Najdorf.
Na de oprichting van de staat Israël keerde hij terug met zijn familie, en richtte hij de schaakclub "Bikoere He'itim" op. In 1955 werd hij schaakkampioen van Israël, zijn derde nationale titel. In totaal vertegenwoordigde hij Israël en het Brits mandaatgebied Palestina 11 maal over bijna 40 jaar in de schaakolympiades, waarin hij 62 maal won, 56 verloor en 38 gelijk speelde. Ook won hij individuele toernooien in Amsterdam, Reggio Emilia, Netanya en Wenen. Hij speelde tegen zeven wereldkampioenen en won van sommigen.
Tot aan zijn overlijden in 1984 trainde hij de Israëlische jeugd in het schaakspel. Hij won een prijs van het Israëlisch ministerie van onderwijs voor zijn bijdrage aan de schaakcultuur in Israël. 

## Resultaten
- In 1930 werd Moshe Czerniak negende in Warschau op een door Paulino Frydman gewonnen toernooi.
- In april 1935 werd hij gedeeld 7e–8e op de 2e Maccabiade in Tel Aviv, Abram Blass won.[3]
- Czerniak speelde voor mandaatgebied Palestina aan het eerste reservebord in de 6e Schaakolympiade in Warschau, 1935 (+6 =2 −5), en aan het eerste bord in de 8e Olympiade in Buenos Aires, 1939 (+4 =2 −10).[4]
- In 1936 en 1938 was hij kampioen van mandaatgebied Palestina.
- In april 1939 nam hij deel aan het eerste kampioenschap van de Lasker Chess Club in Tel Aviv. In juni 1939 werd hij de kampioen van Jeruzalem.
- Na de Schaakolympiade van 1939 verbleef hij in ballingschap in Argentinië.
- In oktober 1939 werd hij gedeeld 3e–4e met Gideon Ståhlberg, achter Miguel Najdorf en Paul Keres in het schaaktoernooi van Buenos Aires (Circulo).[5][6]
- In 1940 werd hij gedeeld 7e–9e in het Argentijnse kampioenschap Torneo Mayor.[7]
- In 1941 won hij in Quilmes, werd tweede, achter Paulino Frydman in Buenos Aires, en werd gedeeld  6e–8e in het schaaktoernooi van Mar del Plata.
- In 1943 werd hij 2e, achter Miguel Najdorf, in Rosario, en werd 3e in Buenos Aires.
- In 1944 en in 1948 won hij in Buenos Aires.
- In 1949 werd hij 4e in Mar del Plata, en gedeeld 3e–4e in het kampioenschap van Argentinië (Torneo Mayor).
- In 1950 werd Czerniak gedeeld 9e–11e in Mar del Plata en vestigde zich in Israël.
- In 1951 won hij in Wenen het 4e Schlechter Memorial en won hij het Reggio Emilia-toernooi.
- Czerniak verkreeg in 1952 de titel Internationaal Meester (IM).
- In 1955 won hij het kampioenschap van Israël.

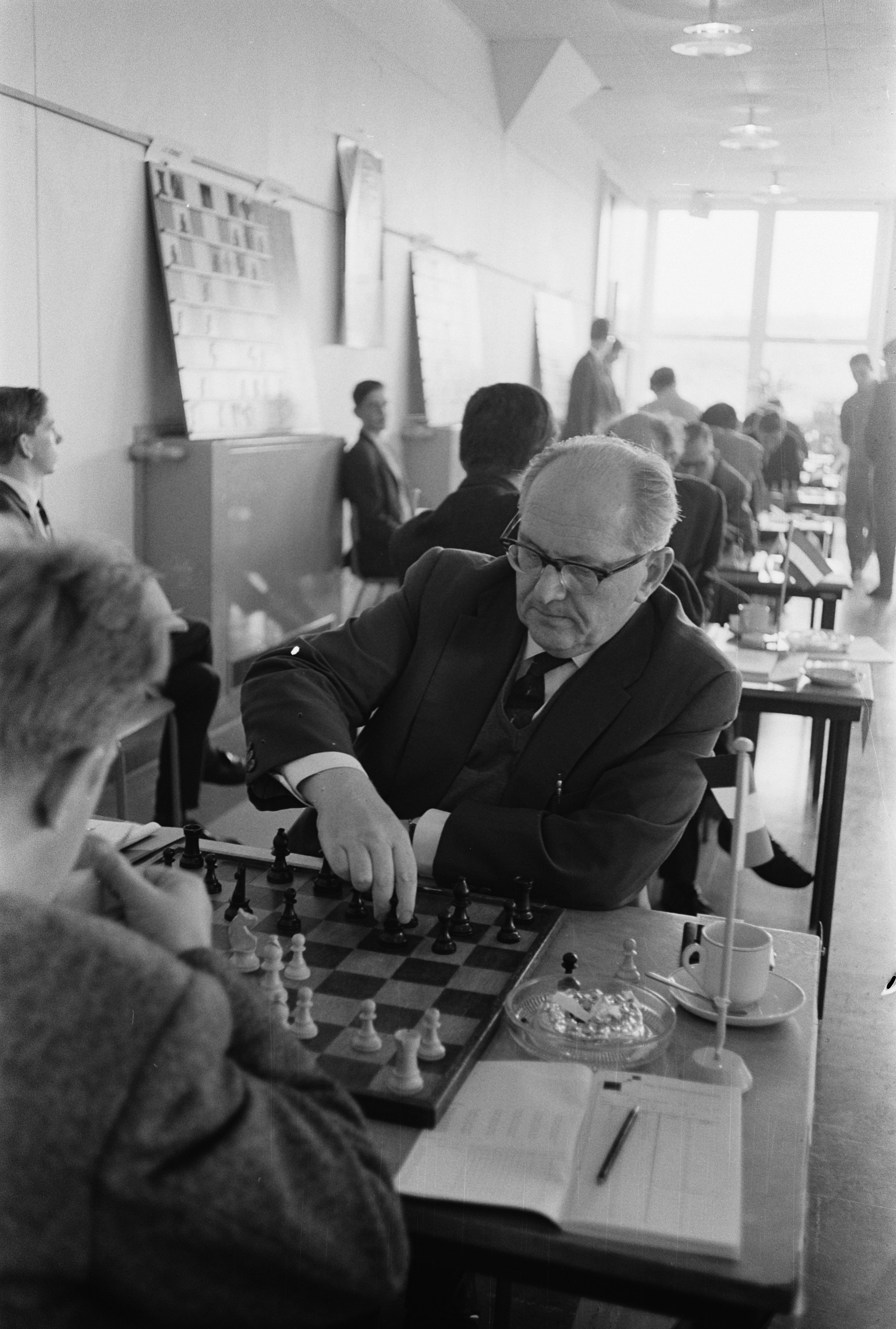
Czerniak in Amsterdam, 1963

- In 1958 werd hij 2e, achter Jan Hein Donner, in Beverwijk.
- In 1961 werd hij in Netanya gedeeld 1e–3e, met Milan Matulović en Petar Trifunović.[8]
- In 1962 werd hij op het 2e IBM-toernooi in Amsterdam gedeeld 1e–2e met Hiong Liong Tan.
- In 1963 werd hij op het 3e IBM-toernooi in Amsterdam gedeeld 2e–3e met Donner, achter Lajos Portisch en werd hij 2e, achter Nikola Padevsky, op het Rubinstein Memorial, dat werd gehouden in Polanica Zdrój.
- In 1964 werd hij gedeeld 4e–9e in Polanica Zdrój.
- In 1965 won hij in Netanya.[9]
- In 1966 werd hij in Tel Aviv gedeeld 7e–8e.
- In 1968 werd hij in Netanya gedeeld 2e–3e met Daniel Yanofsky, achter Bobby Fischer.[10]

Czerniak speelde voor Israël in negen Schaakolympiades: 1952, 1954, 1956, 1958, 1960, 1962, 1966, 1968 en 1974.
In 1976 ontving hij een speciale award van het Israëlische ministerie van onderwijs voor zijn levenslange bijdrage aan educatie op schaakgebied. 
Hij was de leraar van IM, tevens grootmeester op het gebied van schaakcompositie, Yochanan Afek.
| 8 | rd              |    | bd |    | kd | bd |    | rd |
| 7 | pd              | pd |    |    | pd | pd | pd | pd |
| 6 |                 |    | nd |    |    | nd |    |    |
| 5 | qd              |    |    | pd |    |    | bl |    |
| 4 |                 |    | pl | pl |    |    |    |    |
| 3 |                 |    | nl |    |    |    |    |    |
| 2 | pl              | pl |    |    |    | pl | pl | pl |
| 1 | rl              |    |    | ql | kl | bl | nl | rl |
|   | a               | b  | c  | d  | e  | f  | g  | h  |
|   | Czerniakvariant |    |    |    |    |    |    |    |

## Schaakschrijverschap
Czerniak heeft in drie talen vele boeken over schaken geschreven, waaronder een boek over de Franse opening met als titel La defensa Francesca. In 1956 richtte hij het eerste Israëlische schaakblad op, 64 Squares geheten, dat in 1959 weer werd opgedoekt. Meer dan dertig jaar, tot aan zijn overlijden, was hij de schrijver van de schaakrubriek van het kwaliteitsdagblad Haaretz. 

## Schaakanalyse
Hij heeft de schaakopening Caro Kann geanalyseerd en hij heeft zijn naam aan de volgende variant gegeven: 1.e4 c6 2.d4 d5 3.exd5 cxd5 4.c4 Pf6 5.Pc3 Pc6 6.Lg5 Da5 (diagram). 
Ook is een variant in de Siciliaanse verdediging, de "draak" naar hem genoemd. 

## Vernoeming
In 2001 werd het Czerniak International Memorial gespeeld dat door Dov Zifroni werd gewonnen. Dit is een jaarlijks schaakevenement in Tel Aviv dat naar Czerniak is vernoemd. 